# Коморув (Олесницький повіт)
Коморув (пол. Komorów) — село в Польщі, у гміні Сицув Олесницького повіту Нижньосілезького воєводства.
Населення — 418 осіб (2011).
У 1975-1998 роках село належало до Каліського воєводства.

## Демографія
Демографічна структура станом на 31 березня 2011 року:
|          | Загалом | Допрацездатний вік | Працездатний вік | Постпрацездатний вік |
| -------- | ------- | ------------------ | ---------------- | -------------------- |
| Чоловіки | 206     | 37                 | 151              | 18                   |
| Жінки    | 212     | 55                 | 114              | 43                   |
| Разом    | 418     | 92                 | 265              | 61                   |